# Joszif Jefimovics Hejfic
Joszif Jefimovics Hejfic (Иосиф Ефимович Хейфиц) (Minszk, 1905. december 17. – Szentpétervár, 1995. április 24.) orosz filmrendező, forgatókönyvíró, a szovjet és orosz filmművészet egyik kimagasló alakja.

## Élete
1905-ben született az Orosz Birodalomhoz tartozó Minszkben. 1927-ben végzett a leningrádi Filmművészeti Technikumban, majd két évvel később a Művészettörténeti Intézet filmtudományi karán. Közben a leningrádi Szovkino (ma: Lenfilm) filmstúdiónál helyezkedett el. Kezdetben forgatókönyveket írt Alekszandr Zarhi társaságában, aki bő 20 éven át munkatársa, filmjeinek állandó társrendezője volt. 1929-ben vele együtt alakított a Lenfilm stúdión belül egy ifjúsági alkotócsoportot és forgatta első önálló, propagandafilmjét (Arcomba fúj a szél). Hat évtizedes töretlen filmrendezői pályája során mintegy 30 játékfilmet készített, kevés kivételtől eltekintve mindet a Lenfilm stúdióban, melynek – Grigorij Kozincev mellett – meghatározó művésze volt.

## Alkotói pályája

### 1930-as évek
Első komoly sikereit az évtized második felében készült filmjeivel aratta, melyek egyszerű hősei a vezetés segítségével felülemelkednek nehézségeiken és elnyerik jutalmukat.
- A Viharos alkonyat (eredeti címe: A Baltikum képviselője) 1918-ban játszódik: a forradalom mellé álló idős biológiaprofesszort (Nyikolaj Cserkaszov alakítja) barátai és kollégái elhagyják; a magányos tudóst születésnapján váratlanul Lenin hívja fel telefonon; az értelmiség iránt kezdetben bizalmatlan matrózok végül megválasztják a balti flotta képviselőjének. Nyikolaj Cserkaszovot a filmben nyújtott alakítása tette híressé.
- A kormány tagja egy parasztasszonyból lett kolhozelnöknő küzdelmeit mondja el, aki ellen még merényletet is terveznek, de gondjai megoldódnak és a kormány tagja lesz. A mesterkélt, primitív történetek mögött már ezekben a filmekben is kirajzolódnak Hejfic művészetének egyéni vonásai: realisztikus stílusa, az egyszerű emberek sorsa iránti érdeklődés, a harsány megoldások kerülése, a színészi játék középpontba állítása.

### Háborús évek
A háború idején fejezte be korábban elkezdett, mongol témájú filmjét (Szuhe-Bator), egy későbbi munkájában Szevasztopol védelmének egy hősi epizódját dolgozta fel (Malahov-kurgán). A háború vége felé játékfilmes rendezők is híradós feladatokat kaptak, a Hejfic-Zarhi páros Japán leveréséről készített dokumentumfilmet.

### 1950-es évek
A háborút követő éveket a művészeti élet teljes megmerevedése jellemezte, amikor már az is eredménynek számított, ha egy rendező egyáltalán megbízást kapott filmkészítésre . Az 1950-es évek közepén kezdődött Hejfic új alkotói korszaka, melyben az elsők között távolodott el a sematikus ábrázolástól és fokozatosan kialakította tiszta, egyéni, visszafogott hangvételű stílusát. Munkáiban előtérbe került a valóságos élethelyzetek, a férfi-nő kapcsolat, a lelki és morális konfliktusok ábrázolása. Figyelemre méltó, hogy ezekért is sok bírálat érte.
- A Zsurbin család termelési filmként indul: egy hajó építése körül forog a cselekmény, de a termelési gondokról a hajóépítők magánéletére – családra, gyerekre, hűségre és megcsalásra – tevődik át a hangsúly. A feleség elhagyja férjét, aki a munka miatt elhanyagolja; a fiút megcsalja menyasszonya, majd újra visszatér; a pozitív munkáshős sematikus figurája pedig nevetség tárgya lesz. Hejfic itt bízott először szerepet Alekszej Batalovra, aki az ő filmjeiben érett kiemelkedő filmszínésszé.
- A Rumjancev-ügy valóságos bűnügyi történet. A fiatal sofőr (Rumjancev – Alekszej Batalov) felvesz teherautójára egy stoppos lányt. Ezzel bonyodalmak sora veszi kezdetét gázolással, csempészbandával, nyomozással. Ennél érdekesebb az egyszerű, hétköznapi élethelyzetek, a társbérletek, a sofőrök, a feketézők reális bemutatása, a két fiatal szerelmének árnyalt ábrázolása.
- Az én drága párom egy orvos és egy színésznőnek készülő lány szerelme, akik sorozatosan elszalasztják a lehetőséget a boldogságra. A sok évet áthidaló, háborúban és békében egyaránt játszódó történet a szerelem nem-vállalásáról, önzésről és megalkuvásokról szól. A szerelem, a kötelesség és a megalkuvás problematikáját állítja középpontba a jóval később forgatott A boldogság napja is: egy asszony megtalálja az "igazit", de férjével nem képes szakítani.

### 1960után
Ezt követően Hejfic figyelme az orosz klasszikusok felé fordult, de gondolatainak köre nem változott. Osztatlan sikert (és néhány kritikusi ellenvéleményt) hozott első Csehov-filmje (A kutyás hölgy), melyet az irodalom klasszikus alkotásainak megfilmesítése követett: Sz. városban (Csehov Ionics című elbeszélése), Rossz jó ember (Csehov A párbaj című kisregénye), Aszja (Turgenyev), Surocska (Kuprin).
Hejfic filmjeit egyszerű, tiszta stílus jellemzi. Kerüli a patetikus hangvételt és a divatos irányzatokat, nem híve a cselekménytelen filmnek, sem a felfokozott drámai helyzetek ábrázolásának, inkább a kiegyensúlyozott, epizódokból építkező, epikus filmelbeszélés mestere. Hőseinek belső világát, a személyes drámákat meghatározó társadalmi környezetét többnyire árnyaltan, visszafogott hangvételű jelenetekben ábrázolja. Alkotásaiban fontos szerepet kap a tárgyi világ, az apró gesztusok kifejezőereje, de mindenekelőtt a színész.
Utolsó filmjében (A vándorló autóbusz, 1989) egy kopottas autóbusszal fáradt vidéki színészek kis csoportja járja a falvakat. Fűtetlen, félig üres klubokban, naponta többször lépnek fel. Ebben a szürke, művészettől teljességgel idegen világban mindegyikük – a maga különös módján – él-hal ezért a művészetért. Jelképesnek tekinthető befejezés, egy művészi pálya vége. Néhány hónappal később megszűnt a szovjet filmművészet is.

## Nemzetközi díjak
- Viharos alkonyat A Párizsi Nemzetközi Kiállítás nagydíja (1937)
- A Zsurbin család 1955-ös cannes-i filmfesztivál, Legjobb alakítás díja (a szereplőgárda)
- A kutyás hölgy 1960-as cannes-i filmfesztivál, Legjobb részvétel díja
- Sz. városban Római Nemzetközi Filmfesztivál (1967)
- Rossz jó ember Chicagói Nemzetközi Filmfesztivál (1974)
- Először férjnél Karlovy Vary-i Nemzetközi Filmfesztivál (1979), fődíj

## Filmek

### Filmrendező
- 1930 Arcomba fúj a szél (Ветер в лицо)
- 1931 Délben (Полдень)
- 1933 Az én hazám (Моя Родина )
- 1935 Forró napok (Горячие денёчки)
- 1936 Viharos alkonyat (Депутат Балтики)
- 1939 A kormány tagja (Член правительства)
- 1942 Szuhe-Bator (Его зовут Сухэ-Батор)
- 1944 Malahov kurgán (Малахов курган)
- 1947 Az élet nevében (Во имя жизни)
- 1948 Boldog aratás (Драгоценные зёрна)
- 1950 Baku lángjai (Огни Баку)
- 1951 A Mordvai ASSzK (dokumentumfilm) (Мордовская АССР)
- 1953 Tavasz Moszkvában (Весна в Москве)
- 1954 A Zsurbin család (Большая семья)
- 1955 A Rumjancev-ügy (Дело Румянцева)
- 1958 Az én drága párom (Дорогой мой человек)
- 1960 A kutyás hölgy (Дама с собачкой)
- 1961 Horizont (Горизонт)
- 1964 A boldogság napja (День счастья)
- 1967 Sz. városban (В городе С.)
- 1973 Rossz jó ember (Плохой хороший человек)
- 1975 Az egyetlen nő (Единственная)
- 1977 Aszja (Ася)
- 1979 Először férjnél (Впервые замужем)
- 1983 Surocska (Шурочка)
- 1986 A vádlott (Подсудимый)
- 1988 Maga kié, öregem? (Вы чьё, старичьё?)
- 1989 A vándorló autóbusz (Бродячий автобус)

### Forgatókönyvíró
- 1928 A Hold balról
- 1929 A tűzszállítmány (Транспорт огня)
- 1935 Forró napok (Горячие денёчки)
- 1939 A kormány tagja (Член правительства)
- 1944 Malahov kurgán (Малахов курган)
- 1986 A vádlott (Подсудимый)
- 1989 A vándorló autóbusz (Бродячий автобус)